# Le fiabe di Andersen
Le fiabe di Andersen (アンデルセン物語?, Anderusen monogatari, lett. "Le storie di Andersen"), trasmessa in Italia anche come Le favole di Andersen, è una serie anime antologica prodotta dagli studi di animazione Mushi Production e Zuiyo Enterprise, liberamente ispirata alle fiabe di Hans Christian Andersen. La serie è stata trasmessa in Giappone dalla Fuji TV dal 3 gennaio al 16 dicembre 1971. In Italia venne distribuita dalla Paramount Television e trasmessa da diverse televisioni locali dal 1983. L'anime fa parte del progetto Calpis Comic Theater (che avrebbe successivamente preso il nome di World Masterpiece Theater).
Il compositore Seiichirō Uno, il paroliere Hisashi Inoue e lo sceneggiatore Morihisa Yamamoto avevano partecipato anche alla lavorazione dell'omonimo lungometraggio d'animazione Le meravigliose favole di Andersen (Anderusen Monogatari), prodotto nel 1968 dalla Toei Animation.

## Trama
Per potersi iscrivere all'Università della Magia, occorre raccogliere 101 fogli di carta magica: si tratta di una speciale carta che appare dal nulla ogni qual volta si compie una buona azione. I folletti Bollicina e Bingo (Candy e Zukko nell'originale), hanno la possibilità di apparire nel mondo delle storie di Andersen per tentare in qualche maniera di modificarne in meglio i finali: proveranno quindi ad intervenire nelle trame delle fiabe per cambiarne il corso, ma senza molto successo.

## Personaggi
Bollicina (キャンディー?, Kyandī, Candy)
La narratrice e mascotte della serie, è un folletto apprendista mutaforma. Ricorda per aspetto un maialino, ha folti capelli biondi, una coda dello stesso colore e indossa un body bordeaux. È pasticciona e romantica, e sogna di diventare una principessa. Doppiata da Eiko Masuyama (originale), Stefania Patruno (italiano)
Bingo (ずっこ?, Zukko)
Il dispettoso compagno di avventure di Bollicina. Si diverte a canzonarla e a farle molti scherzi. Ha capelli castani e ricci, con coda dello stesso colore e gira completamente nudo. Doppiato da Yasuo Yamada (originale), Danilo Bruni (italiano)

## Adattamento
Le fiabe di Hans Christian Andersen trasposte nella serie, alcune delle quali si estendono per più episodi, hanno un tono che spazia dallo scanzonato (La pastorella e lo spazzacamino, L'acciarino magico, Pollicina) al drammatico (La sirenetta, Ib e la piccola Cristina, La piccola fiammiferaia).
I due folletti Bollicina e Bingo sono stati infatti introdotti come mascotte della serie al fine di smorzarne i toni malinconici con delle gag, introducendo e concludendo ogni episodio (elemento poi ripreso dalla successiva serie Le fiabe son fantasia), interagendo seppur raramente con i personaggi delle fiabe.
Gli sceneggiatori hanno adattato le fiabe originali aggiungendovi situazioni nuove, talvolta semplificandole o epurandole dai pesanti simbolismi religiosi, come nel caso de La figlia del re della palude; mantenendone tuttavia lo spirito, senza esimersi dal mostrare situazioni tragiche e particolari disturbanti per cui l'autore danese è noto.

Da segnalare come gli episodi: L'ombra, Le scarpette rosse, Psyche, Il vecchio lampione, presentino una trama inventata di sana pianta, prendendo spunto dalle rispettive storie solo nelle premesse iniziali. Alcuni episodi prendono invece spunto da fiabe di altri autori, come nel caso de Il guardiano di porci con Cenerentola, o de I cigni selvatici con la variante riportata dai fratelli Grimm: I sei cigni.

Hans Christian Andersen nel 1869

## Sigle
- Sigla di apertura: Mr. Andersen (ミスターアンデルセン?) di Taeko Sakurai con gli Young Fresh, composta da Seiichirō Uno, scritta da Hisashi Inoue e Morihisa Yamamoto
- Prima sigla di chiusura: Kyandī no uta (キャンティのうた? lett. "Canzone di Candy") di Eiko Masuyama con gli Young Fresh, composta da Seiichirō  Uno, scritta da Hisashi Inoue e Morihisa Yamamoto (ep. 1-2, 5 e negli episodi pari dal 6 al 52)
- Seconda sigla di chiusura: Zukko no uta (ズッコのうた? lett. "Canzone di Zukko") di Yasuo Yamada con gli Young Fresh, composta da Seiichirō Uno, scritta da Hisashi Inoue e Morihisa Yamamoto (ep. 3-4 e negli episodi dispari dal 7 al 51)

Nella trasmissione italiana, così come in quella americana, è stata utilizzata la base strumentale della sigla di apertura originale in versione accorciata.

## Distribuzione

### Edizione italiana
L'edizione italiana, distribuita da Paramount Television, è stata trasmessa per la prima volta in Italia da diverse televisioni locali dal 25 gennaio 1983, prima da Telelombardia e poi da altre quali: Telecolore, Telenorba, TVR Voxson e le reti dei circuiti Euro TV e TV Port. Successivamente è stata trasmessa da Telemontecarlo (dall'ottobre 1989), San Marino RTV e Antenna Uno.
La versione italiana, basata su quella in lingua inglese, mantiene il cartello iniziale con il titolo inglese Hans Christian Andersen (o Paramount Pictures Presents Hans Christian Andersen), mentre il titolo italiano Le fiabe di Andersen o Le favole di Andersen (talvolta abbreviato in Andersen) veniva riportato solamente nei palinsesti televisivi. L'adattamento americano curato da Noel Judd, ha mantenuto la colonna sonora originale jazz rock di Seiichirō Uno; apportando tuttavia numerose modifiche ai dialoghi: il nonno della pastorella ne diventa il patrigno; la balia della sirenetta Aqua (senza nome nell'originale) ne diviene la nonna, ricollegandosi quindi alla fiaba; Peter de Il compagno di viaggio diventa Johann, riprendendo il proprio nome originale; in Psyche, il dio greco Zeus viene fatto passare per un improbabile Thor. Talvolta cambiando il senso della trama, tentando in alcuni casi di mascherare finali eccessivamente pessimistici. Emblematico il caso di Storia di una madre; dove l'originale terminava con la morte del figlio della protagonista, nel doppiaggio viene fatto miracolosamente guarire.

### Doppiaggio
Il doppiaggio italiano è stato eseguito dalla Rolfilm di Torino sotto la direzione di Danilo Bruni. Tra parentesi il nome o il ruolo del personaggio nella versione originale.
| Personaggi                       | Voce giapponese    | Voce italiana                              | Episodio |
| -------------------------------- | ------------------ | ------------------------------------------ | -------- |
| Bollicina (Candy)                | Eiko Masuyama      | Stefania Patruno (1ª voce)                 | 1-52     |
| Bingo (Zukko)                    | Yasuo Yamada       | Danilo Bruni                               | 1-52     |
| Brutto anatroccolo               | Minori Matsushima  | Mario Zucca                                | 1-2      |
| Ida                              | Michiko Hirai      | Gabriella Pochini                          | 3        |
| Soldatino di piombo              | Yoshiko Yamamoto   | Danilo Bruni                               | 4        |
| Madre                            | Reiko Mutō         | Mariella Furgiuele                         | 5        |
| Morte                            |                    | Mario Zucca                                | 5        |
| Tom                              | Kei Tomiyama       | Luigi Rosa                                 | 6        |
| Pollicina                        | Yoko Kuri          | Gabriella Pochini                          | 7-10     |
| Strega Dolly Do                  | Junko Hori         | Ivana Erbetta                              | 7-10     |
| Talpa                            | Junpei Takiguchi   | Cesare Rasini                              | 9-10     |
| Rondone                          | Kei Tomiyama       | Vittorio Bestoso                           | 9-10     |
| Principe dei fiori               | Hiroko Maruyama    | Mario Zucca                                | 10       |
| Ming Ming                        | Michiko Hirai      | Mariella Furgiuele                         | 11-12    |
| Wong                             | Keiichi Noda       | Mario Zucca (ep. 11) Danilo Bruni (ep. 12) | 11-12    |
| Pastorella (Ellen)               | Yoshiko Ota        | Stefania Patruno                           | 13-14    |
| Spazzacamino (Chris)             | Sumiko Shirakawa   | Luigi Rosa                                 | 13-14    |
| Satiro                           | Mahito Tsujimura   | Danilo Bruni                               | 13-14    |
| Marco                            | Masako Nozawa      | Luigi Rosa                                 | 15       |
| Angelo il pittore                | Kinto Tamura       | Vittorio Bestoso                           | 15       |
| Principessa del castello di rame | Hiroko Suzuki      | Stefania Patruno                           | 16-17    |
| Strega                           |                    | Mariella Furgiuele                         | 16-17    |
| Trottolino                       | Nobuyo Oyama       | Danilo Bruni                               | 20       |
| Selima (Cassandra)               | Haruko Kitahama    | Stefania Patruno                           | 21-23    |
| Re della palude                  | Ushio Shima        | Danilo Bruni                               | 21-23    |
| Gerda, regina vichinga           | Hiroko Mori        | Mariella Furgiuele                         | 21-23    |
| Principe Malà (Arsid)            | Makio Inoue        | Cesare Rasini                              | 22-23    |
| Elsa (Ilze)                      | Michiko Nomura     | Stefania Patruno                           | 24       |
| Ole da anziano                   | Toshiya Ueda       | Mario Zucca                                | 24       |
| Ole da giovane                   | Yoshiko Ota        | Danilo Bruni                               | 24       |
| Nils (Jens)                      | Mie Azuma          | Danilo Bruni                               | 25-26    |
| Vescovo                          | Jōji Yanami        | Cesare Rasini                              | 25-26    |
| Marta (Yvonne)                   | Michiko Hirai      | Mariella Furgiuele                         | 25-26    |
| Johann (Peter)                   | Sumiko Shirakawa   | Danilo Bruni                               | 27-29    |
| Compagno di viaggio              | Makio Inoue        | Vittorio Bestoso                           | 27-29    |
| Lily (Mary)                      | Sachiko Chijimatsu | Stefania Patruno                           | 27-29    |
| Principessa Meena                | Hiroko Suzuki      | Mariella Furgiuele                         | 29       |
| Principe Soren                   |                    | Cesare Rasini                              | 29       |
| Paul                             | Masako Nozawa      | Mario Zucca                                | 30       |

| Personaggi                             | Voce giapponese                                     | Voce italiana      | Episodio |
| -------------------------------------- | --------------------------------------------------- | ------------------ | -------- |
| Einstein                               | Ryusuke Shiomi                                      | Vittorio Bestoso   | 30       |
| Belda (Lara)                           | Michiko Hirai                                       | Mariella Furgiuele | 30       |
| Aqua, la sirenetta                     | Michiko Hirai                                       | Gabriella Pochini  | 31-33    |
| Principe Peter                         | Akio Nojima                                         | Luigi Rosa         | 31-33    |
| Nonna di Aqua (balia)                  | Kineko Nakamura                                     | Ivana Erbetta      | 31-33    |
| Salina, strega del mare                | Kazuko Sawada                                       | Mariella Furgiuele | 32       |
| Principessa Frida (Milene)             | Keiko Tomochika                                     | Stefania Patruno   | 33       |
| Alfredo                                | Kiyoshi Komiyama                                    | Luigi Rosa         | 34       |
| Maria                                  | Yoshiko Matsuo                                      | Stefania Patruno   | 34       |
| Matrigna di Maria                      |                                                     | Ivana Erbetta      | 34       |
| Ibby (Ib)                              | Keiko Yamamoto (bambino) Taichiro Hirokawa (adulto) | Luigi Rosa         | 35-36    |
| Cristina (Christine)                   | Hiroko Suzuki                                       | Stefania Patruno   | 35-36    |
| Piccola Cristina                       |                                                     | Elisabetta Cesone  | 36       |
| Imperatore                             | Kosei Tomita                                        | Cesare Rasini      | 37       |
| Regina del ghiaccio (Ferone)           | Noriko Ohara                                        | Gabriella Pochini  | 38-40    |
| Rudy                                   | Minori Matsushima                                   | Luigi Rosa         | 38-40    |
| Babette                                | Masako Ebisu                                        | Stefania Patruno   | 38-40    |
| Carl                                   | Sumiko Shirakawa                                    | Luigi Rosa         | 42-43    |
| Larson (Hans)                          | Mahito Tsujimura                                    | Mario Zucca        | 42-43    |
| Karen (Ketty)                          | Yoshiko Yamamoto                                    | Stefania Patruno   | 42-43    |
| Angelo Peter                           | Kazue Takahashi                                     | Luigi Rosa         | 44       |
| Elisa                                  | Yoshiko Matsuo                                      | Stefania Patruno   | 45-47    |
| Re                                     | Kohei Miyauchi                                      | Mario Zucca        | 45-47    |
| Regina Carla                           | Kazue Takahashi                                     | Gabriella Pochini  | 45-47    |
| Re Frederick                           | Gentaro Inoue                                       | Danilo Bruni       | 46-47    |
| Viola (Marte)                          | Michiko Hirai                                       | Gabriella Pochini  | 48       |
| Claudio (Svane)                        | Minori Matsushima                                   | Mario Zucca        | 48       |
| Kirk (Kirt)                            | Kazue Takahashi                                     | Luigi Rosa         | 49       |
| Cassandra (Psyche)                     | Reiko Muto                                          | Stefania Patruno   | 49       |
| Signora della neve (Regina delle nevi) | Michiko Hirai                                       | Gabriella Pochini  | 50-51    |
| Ghitta (Gerda)                         | Michiko Nomura                                      | Stefania Patruno   | 50-51    |
| Stan (Kay)                             | Masako Nozawa                                       | Danilo Bruni       | 50-51    |
| Ulla (Yurika)                          | Kazuko Sugiyama                                     | Elisabetta Cesone  | 51       |
| Anna                                   | Eiko Masuyama                                       | Gabriella Pochini  | 52       |
| Chris                                  |                                                     | Luigi Rosa         | 52       |
| Madre di Anna                          | Michiko Hirai                                       | Mariella Furgiuele | 52       |
| Padre di Anna                          | Masashi Amenomori                                   | Mario Zucca        | 52       |

## Episodi
Essendo tratta dalla versione statunitense, la trasmissione italiana mantiene il cartello con il titolo di ogni episodio in inglese, mentre i titoli italiani venivano riportati saltuariamente dai palinsesti.
| Nº | Titolo italiano Giapponese 「Kanji」 - Rōmaji - Traduzione letterale | In onda           | In onda         |
| Nº | Titolo italiano Giapponese 「Kanji」 - Rōmaji - Traduzione letterale | Giapponese        | Italiano        |
| 1  | Il brutto anatroccolo - parte 1 「みにくいあひるの子（ぼくとあそぼうよ）」 - Minikui ahirunoko (boku to asobou yo) – "Il brutto anatroccolo (vieni a giocare con me)" | 3 gennaio 1971    | 25 gennaio 1983 |
| 1  | Bollicina si presenta e spiega agli spettatori che per trasformarsi in una principessa deve guadagnare 101 carte magiche dall’Università della Magia compiendo buone azioni, aiutata dal suo amico Bingo. Nel primo episodio Bollicina decide di aiutare un piccolo anatroccolo, deriso dagli animali della fattoria perché diverso. |                   |                 |
| 2  | Il brutto anatroccolo - parte 2 「みにくいあひるの子（さようならママ）」 - Minikui ahirunoko (sayōnara mama) – "Il brutto anatroccolo (addio mamma)" | 10 gennaio 1971   | 1983            |
| 2  | Stufo delle vessazioni subite, l’anatroccolo scappa di casa e affronta da solo il duro inverno. In primavera avviene un prodigio: l’anatroccolo è diventato un cigno. |                   |                 |
| 3  | I fiori della piccola Ida 「イーダちゃんの花」 - Īda-chan no hana – "I fiori della piccola Ida" | 17 gennaio 1971   | 1983            |
| 3  | La piccola Ida è triste dopo che i suoi fiori sono appassiti e non sa spiegarsi il perché. Il suo amico Bill le racconta che durante la notte i fiori prendono vita e che organizzano dei balli in un castello. |                   |                 |
| 4  | The Steadfast Tin Soldier 「鉛の兵隊」 - Namari no heitai – "Il soldatino di piombo" | 24 gennaio 1971   | 1983            |
| 4  | L’amore tra un soldatino di piombo con una gamba sola e una ballerina di carta è osteggiato da un diavolo cattivo. Dopo svariate disavventure le anime dei due giocattoli resteranno unite per l’eternità. |                   |                 |
| 5  | Storia di una mamma 「頑ばれママ」 - Ganbare mama – "Non arrenderti mamma" | 31 gennaio 1971   | 1983            |
| 5  | In una notte d’inverno un bambino malato viene portato via dalla Morte. La madre del piccolo Sam si lancia al suo inseguimento, arrivando a donare la sua vista, il calore e la giovinezza per salvarlo. |                   |                 |
| 6  | La valigia volante 「空とぶカバン」 - Sora tobu kaban – "La valigia volante" | 7 febbraio 1971   | 1983            |
| 6  | Rimasto al verde, al ricco ereditiere Tom rimane solamente una vecchia valigia volante. Con la valigia Tom si reca a Baghdad accompagnato dal suo amico, il topo Topsy. Qui si innamorerà di una principessa, con la quale dopo diverse avventure si sposerà. |                   |                 |
| 7  | Pollicina - parte 1 「おやゆび姫（ケロケロ花ムコさん）」 - Oyayubi hime (kerokero hana Muko-san) – "Principessa Pollicina (lo sposo gracidante)" | 14 febbraio 1971  | 1983            |
| 7  | La strega Dolly Do aiuta i coniugi Lisa e Holger ad avere una bambina donando loro un seme di tulipano. Ma la strega ha piani malvagi. Dal tulipano nasce una bimba grande quanto un pollice che viene chiamata Pollicina. Una notte Pollicina viene rapita da una rana che vorrebbe farla sposare con suo figlio su consiglio di Dolly Do. |                   |                 |
| 8  | Pollicina - parte 2 「おやゆび姫（ぶんぶんコンテスト）」 - Oyayubi hime (bunbun kontesuto) – "Principessa Pollicina (competizione ronzante)" | 21 febbraio 1971  | 1983            |
| 8  | Pollicina, scampata al matrimonio col ranocchio grazie ad una farfalla, viene corteggiata da tre maggiolini e finisce ad un concorso di bellezza, dove vince il premio di esemplare più brutto. |                   |                 |
| 9  | Pollicina - parte 3 「おやゆび姫（モックラ花ムコさん）」 - Oyayubi hime (mokkura hana Muko-san) – "Principessa Pollicina (lo sposo talpa)" | 28 febbraio 1971  | 1983            |
| 9  | Pollicina viene ospitata per l’inverno nella tana di una topa, che vorrebbe farla sposare a sua insaputa con il vecchio signor Talpa. Nel frattempo la ragazza fa amicizia con un rondone bloccato sotto terra a causa di una ferita. |                   |                 |
| 10 | Pollicina - parte 4 「おやゆび姫（スキスキ花の王子）」 - Oyayubi hime (suki suki hana no ōji) – "Principessa Pollicina (l'adorabile principe dei fiori)" | 7 marzo 1971      | 1983            |
| 10 | Il rondone aiuta Pollicina a fuggire dal matrimonio con il signor Talpa, ma la strega Dolly Do è decisa a renderle la vita impossibile. La strega viene infine sconfitta dal popolo dei fiori, capitanato da un principe. Alla fine Pollicina sposa il Principe dei fiori e può ricongiungersi con la sua famiglia.Tratto da Pollicina. I quattro episodi vennero successivamente proiettati sotto forma di lungometraggio durante il Toei Manga Matsuri del 1971 |                   |                 |
| 11 | L'usignolo - parte 1 「ナイチンゲール（王様のお気に入り）」 - Naichingēru (ōsama no okiniiri) – "L'usignolo (il favorito del re)" | 14 marzo 1971     | 1983            |
| 11 | L'imperatore della Cina ama il canto dell'usignolo più di ogni altra cosa. Quando gli viene donato un usignolo artificiale che canta a comando, bandisce quello vero. |                   |                 |
| 12 | L'usignolo - parte 2 「ナイチンゲール（涙でニッコリ）」 - Naichingēru (namida de nikkori) – "L'usignolo (sorridendo tra le lacrime)" | 21 marzo 1971     | 1983            |
| 12 | Quando il suo usignolo artificiale si rompe, l'imperatore si ammala gravemente per il dolore. La piccola sguattera Ming Ming e il suo amico, il pescatore Wong, gli riportano il vero usignolo, guarendo l’imperatore. |                   |                 |
| 13 | La pastorella e lo spazzacamino - parte 1 「じゃじゃ馬エレン（しあわせは青空に）」 - Jajauma Eren (shiawase wa aozora ni) – "Ellen la ribelle (la felicità è nel cielo stellato)" | 28 marzo 1971     | 1983            |
| 13 | Una pastorella e uno spazzacamino di porcellana si innamorano. Ma la pastorella è stata promessa in sposa dal suo patrigno, un cinese anch’esso di porcellana, ad un cattivo satiro dipinto su un armadio. |                   |                 |
| 14 | La pastorella e lo spazzacamino - parte 2 「じゃじゃ馬エレン（すてきなクリス）」 - Jajauma Eren (sutekina Kurisu) – "Ellen la ribelle (il caro Chris)" | 4 aprile 1971     | 1983            |
| 14 | La pastorella e lo spazzacamino scappano attraverso il camino, ma la fanciulla, spaventata dal vasto mondo, insiste per tornare in casa. Tuttavia, il patrigno della pastorella si rompe accidentalmente e quando viene rincollato non è più in grado di parlare e quindi di dare il suo consenso alle nozze con il satiro. I due innamorati possono finalmente sposarsi. |                   |                 |
| 15 | Il cinghiale di bronzo 「絵のある広場」 - E no aru hiroba – "La piazza con i disegni" | 11 aprile 1971    | 1983            |
| 15 | Marco, un bambino di Firenze, sogna di diventare pittore, ma la sua matrigna insiste perché si guadagni da vivere come lustrascarpe. Grazie ai suoi disegni il bambino riesce a fare dei sogni fantastici in cui galoppa per la città in groppa al Porcellino di bronzo. Marco verrà aiutato a realizzare il suo sogno dal pittore ambulante Angelo.Tratto da Il porcellino di bronzo. |                   |                 |
| 16 | Il castello di rame - parte 1 「魔法の火うち箱（とびだした怪獣）」 - Mahō no hi uchi-bako (tobidashita kaijū) – "L'acciarino magico (è uscito un mostro)" | 18 aprile 1971    | 1983            |
| 16 | Una principessa si innamora nonostante la disapprovazione della madre del povero soldato Hans, che ha visto in sogno. Nel frattempo, Hans accetta in cambio di un mucchio d’oro di prendere per conto di una strega un acciarino dalla caverna di tre cani mostruosi. Dopo che la strega viene cacciata da uno dei mostri, Hans si tiene anche l’acciarino. |                   |                 |
| 17 | Il castello di rame - parte 2 「魔法の火うち箱（一番ステキな宝物）」 - Mahō no hi uchi-bako (ichiban sutekina takaramono) – "L'acciarino magico (il tesoro più incantevole)" | 25 aprile 1971    | 1983            |
| 17 | Il soldato Hans scopre che grazie all’acciarino magico può ordinare ai tre cani mostruosi qualsiasi cosa e chiede di diventare ricco per poter conquistare la principessa. Ma il giovane viene smascherato dalla strega e viene condannato a morte dalla regina. Dopo diverse peripezie, Hans riuscirà a sconfiggere la strega e a sposare la principessa. |                   |                 |
| 18 | What the Old Man Does Is Always Right 「ぼくの父さん世界」 - Boku no tōsan sekaiichi – "Il mio papà è il migliore del mondo" | 2 maggio 1971     | 1983            |
| 18 | Il papà del piccolo Eric porta a casa un furfante che si finge moribondo dalla fame. Il contadino si reca in paese per barattare il cavallo con del cibo. Dopo una serie di improbabili scambi, l’uomo torna a casa con un dottore, che insegnerà al finto malato il valore dell’onestà.Liberamente tratto da Quel che fa il babbo è sempre ben fatto. |                   |                 |
| 19 | The Shadow 「オレの影はどこにいる」 - Ore no kage wa doko ni iru – "Dov'è la mia ombra?" | 9 maggio 1971     | 1983            |
| 19 | L’ombra del famigerato gangster Al Capo interviene per sventare le sue malefatte, affinché egli non abbia una cattiva influenza sul piccolo strillone Tommy.Adattamento molto libero e in chiave umoristica de L'ombra, ambientato in un sobborgo italoamericano in epoca contemporanea. |                   |                 |
| 20 | The Top and the Ball 「なかよしはいつまでも」 - Nakayoshi wa itsu made mo – "Amici per sempre" | 16 maggio 1971    | 1983            |
| 20 | Un trottolino malmesso è innamorato (ma non ricambiato) di Betty la palla. Un giorno Betty sparisce misteriosamente, mentre il trottolino viene ridipinto e prende il posto di giocattolo preferito. Quando tempo dopo finisce per sbaglio in un cassonetto, ritrova Betty, ormai brutta e sgualcita ma sempre altezzosa. Dopo essere stato recuperato, il trottolino pensa che preferisce continuare a ricordarsi di Betty per come era stata un tempo.Tratto da I fidanzati. |                   |                 |
| 21 | The Marsh King's Daughter - Part 1 「沼の王の娘（呪われた親子）」 - Numa no ō no musume (norowareta oyako) – "La figlia del re della palude (genitore e figlia stregati)" | 23 maggio 1971    | 1983            |
| 21 | Il malvagio re della palude è indignato quando scopre che sua figlia appena nata Helga non è brutta quanto lui. La madre della piccola, la principessa egiziana Selima, spedisce Helga in superficie, dove viene adottata dalla regina vichinga Gerda. Ma il re della palude scaglia un sortilegio sulla bambina. |                   |                 |
| 22 | The Marsh King's Daughter - Part 2 「沼の王の娘（ヘルガの秘密）」 - Numa no ō no musume (Heruga no himitsu) – "La figlia del re della palude (il segreto di Helga)" | 30 maggio 1971    | 1983            |
| 22 | Helga ha ora 15 anni. Di giorno è condannata ad essere bella come sua madre ma cattiva come il padre, mentre di notte si trasforma in una rana dal carattere mite, pentendosi della sua malvagità. Un giorno il suo padre adottivo, il re Odin, ritorna dal mare portando il principe arabo Malà come prigioniero. Nel frattempo la principessa Selima ricorda di come fu abbandonata dalle cattive sorelle nella palude in cui venne fatta prigioniera dal mostruoso re, mentre cercava una ninfea per curare il padre malato. |                   |                 |
| 23 | The Marsh King's Daugher - Part 3 「沼の王の娘（愛のかがやき）」 - Numa no ō no musume (ai no kagayaki) – "La figlia del re della palude (lo splendore dell'amore)" | 6 giugno 1971     | 1983            |
| 23 | Il Principe Malà scopre il segreto di Helga, e ciononostante se ne innamora. Malà salverà Helga grazie all'aiuto di Selima, che darà la sua vita per la figlia. Sconfitto il re della palude e spezzato l’incantesimo, Helga e Malà si sposano e partono per l’Egitto per guarire il faraone.Tratto da La figlia del re della palude, eliminando i riferimenti alla religione cristiana e tagliando il finale originale. |                   |                 |
| 24 | Ole Lukoie the Dustman 「ねむりの精オーレ」 - Nemuri no sei Ōre – "Ole il dio dei sogni" | 13 giugno 1971    | 1983            |
| 24 | Il mago del tempo Ole fa visita alla pestifera Elsa durante la notte per portarla nel mondo dei sogni e impartirle una lezione. Il giorno seguente Elsa è diventata una brava bambina. |                   |                 |
| 25 | Il vescovo malvagio - parte 1 「イエンスの冒険（謎のベアグル島）」 - Iensu no bōken (nazo no Beaguru Shima) – "L'avventura di Jens (la misteriosa isola di Boerglum)" | 20 giugno 1971    | 1983            |
| 25 | Nello Jutland, un vescovo malvagio spadroneggia depredando i villaggi. Un giorno ruba la campana d’oro di una chiesa e durante l’attacco il padre del piccolo Nils rimane ucciso. Il ragazzo giura vendetta. |                   |                 |
| 26 | Il vescovo malvagio - parte 2 「イエンスの冒険（たたかいの船出）」 - Iensu no bōken (tatakai no funade) – "L'avventura di Jens (salpando per la battaglia)" | 27 giugno 1971    | 1983            |
| 26 | Lo spirito del padre di Nils appare in sogno al ragazzo e gli consiglia di non combattere da solo. Nils chiede aiuto ai pescatori del villaggio di Locke con i quali riuscirà a sconfiggere il vescovo e il suo aiutante Wizzo.Liberamente tratto da Il vescovo di Børglum e i suoi parenti. |                   |                 |
| 27 | I compagni di viaggio - parte 1 「旅の道づれ（ふしぎな少年）」 - Tabi no michidzure (fushigina shōnen) – "Il compagno di viaggio (il ragazzo misterioso)" | 4 luglio 1971     | 1983            |
| 27 | Johann vede in sogno una bella principessa con la quale si sta per sposare. Dopo la morte del padre il ragazzo lascia il suo villaggio. Nel suo vagabondare ferma due malviventi nell’atto di rubare alcune croci da un cimitero. Quella notte Johann incontra un giovane uomo un po’ indisponente che gli sarà d’aiuto. |                   |                 |
| 28 | I compagni di viaggio - parte 2 「旅の道づれ（動きだした人形）」 - Tabi no michidzure (ugoki dashita ningyō) – "Il compagno di viaggio (la bambola vivente)" | 11 luglio 1971    | 1983            |
| 28 | Johann fugge dal malvagio direttore di un circo con la trapezista Lily. Dopo essersi separato dalla fanciulla, Johann e il suo compagno di viaggio soggiornano in una locanda, dove danno vita ad alcune marionette grazie ad un unguento magico. Il giorno seguente Johann trova Lily in lacrime: suo fratello è prigioniero della crudele Principessa Mena che sottopone i suoi prigionieri a difficili prove. |                   |                 |
| 29 | I compagni di viaggio - parte 3 「旅の道づれ（友よ！さらば）」 - Tabi no michidzure (tomoyo! Saraba) – "Il compagno di viaggio (addio amico!)" | 18 luglio 1971    | 1983            |
| 29 | Johann, Lily e il compagno di viaggio liberano la Principessa Mena da uno spirito maligno. Si viene così a sapere che Mena e il fratello di Lily, Soren, erano innamorati e sono ora liberi di sposarsi. Johann scopre anche che Lily è in realtà la principessa dei suoi sogni, la Principessa Anna. Dopo il matrimonio delle due coppie, il compagno di viaggio rivela a Johann di essere una delle anime del cimitero in cui i due ladri stavano rubando le croci. Una volta pagato il suo debito il compagno sparisce.Tratto da Il compagno di viaggio con alcune libertà. Johann non sposa la principessa stregata ma Lily, personaggio aggiunto nella serie. |                   |                 |
| 30 | The Most Incredible Thing 「とても信じられないこと」 - Totemo shinji rarenai koto – "Una storia incredibile" | 25 luglio 1971    | 1983            |
| 30 | Il giovane inventore Paul vince mezzo regno e la mano della principessa come premio per aver inventato la cosa più incredibile: un teatro di marionette viventi. Tuttavia il ragazzo rinuncia alla ricompensa per stare con la sua amica Belda. |                   |                 |
| 31 | La sirenetta - parte 1 「人魚姫（あこがれの王子さま）」 - Ningyo hime (akogare no ōji-sama) – "La principessa sirena (il principe amato)" | 1º agosto 1971    | 1983            |
| 31 | La vivace principessa sirena Aqua infrange la legge della sua gente salendo prima di aver compiuto 15 anni in superficie, dove si innamora del principe umano Peter dopo averlo salvato da un naufragio. |                   |                 |
| 32 | La sirenetta - parte 2 「人魚姫（魔女とのちかい）」 - Ningyo hime (majo to no chikai) – "La principessa sirena (promessa alla strega)" | 8 agosto 1971     | 1983            |
| 32 | Per poter far innamorare il Principe Peter, Aqua dona la sua voce alla strega del mare Salina che la trasforma in umana. Tuttavia, se il Principe dovesse sposare un’altra, la sirenetta si trasformerebbe in bolle d’acqua. Aqua si fa assumere a palazzo come giardiniera, ma senza la sua voce è per lei molto difficile comunicare con Peter. |                   |                 |
| 33 | La sirenetta - parte 3 「人魚姫（かなしいお別れ）」 - Ningyo hime (kanashī o wakare) – "La principessa sirena (triste addio)" | 15 agosto 1971    | 1983            |
| 33 | Durante un incontro diplomatico Peter e la Principessa Frida si innamorano. Le sorelle di Aqua corrono in suo aiuto, comunicandole che se vuole salvarsi dovrà uccidere il principe con un pugnale dato loro da Salina. Aqua decide tuttavia di sacrificarsi per il suo amato, e accetta di dissolversi in bolle d’acqua. |                   |                 |
| 34 | The Swineherd 「王子さまはブタの番人」 - Ōji-sama wa buta no ban'nin – "Il principe è il guardiano di porci" | 22 agosto 1971    | 1983            |
| 34 | Il Principe Alfredo, stanco delle continue insistenze dei genitori affinché si sposi, si traveste da guardiano dei porci e si fa assumere da una ricca signora. Il giovane si innamora della bella serva orfana Maria e le regala un abito, degli orecchini e una collana da indossare per un ballo a corte. Ma le cattive figlie della padrona rovinano il vestito della fanciulla e la chiudono nella stalla. Al ballo Alfredo nota che le sorellastre indossano gli orecchini e la collana di Maria e corre subito a liberarla. La storia si conclude con il matrimonio dei due giovani.Liberamente ispirato a Il guardiano di porci e a Cenerentola. |                   |                 |
| 35 | Le tre noci - parte 1 「三つのクルミ（ちっちゃな約束）」 - Mittsu no kurumi (chitchana yakusoku) – "Le tre noci (una piccola promessa)" | 29 agosto 1971    | 1983            |
| 35 | I piccoli Ibby e Cristina ricevono in dono da una zingara tre noci augurali che potranno esaudire i loro desideri una volta che saranno cresciuti. Il padre di Cristina muore accidentalmente e la bimba viene trasferita ad Herning per lavorare in una locanda. Dodici anni dopo, lo zio di Cristina si presenta alla bottega da calzolaio di Ibby per commissionargli un paio di scarpe per la giovane. Il ragazzo esegue il lavoro con entusiasmo ma resta sconvolto quando scopre che le scarpe sono destinate al matrimonio di Cristina con il figlio dei locandieri. |                   |                 |
| 36 | Le tre noci - parte 2 「三つのクルミ（めぐりあい）」 - Mittsu no kurumi (meguriai) – "Le tre noci (riunione)" | 5 settembre 1971  | 1983            |
| 36 | Ibby consegna personalmente le scarpe a Cristina e scopre con amarezza che ella l’ha dimenticato. Tempo dopo Ibby diventa un calzolaio famoso e viene premiato dal re di Danimarca, mentre Cristina cade in povertà dopo che suo marito ha perduto tutta la loro fortuna in mare. Un giorno Ibby incontra per Herning una bimba identica a Cristina e con il suo stesso nome. La bimba lo conduce da sua madre, che si rivela essere proprio la sua Cristina, ammalatasi gravemente dopo la morte del marito. Ibby resterà al capezzale di Cristina fino alla fine e adotterà sua figlia.Tratto da Ib e la piccola Cristina. |                   |                 |
| 37 | The Emperor's New Clothes 「裸の王様」 - Hadaka no ōsama – "Il re nudo" | 12 settembre 1971 | 1983            |
| 37 | Un vanitoso imperatore si lascia abbindolare dall’imbroglione Arnie, accompagnato dal suo giovane complice Andy. Arnie sostiene di saper tessere un abito che solo le persone oneste possono vedere. Inizialmente tutti fingono di vedere l’abito ma l’inganno verrà smascherato da un bambino durante una parata. |                   |                 |
| 38 | The Ice Maiden - Part 1 「氷姫（ルーディは人気者）」 - Kōri hime (Rūdi wa ninki-sha) – "La principessa dei ghiacci (Rudy è popolare)" | 19 settembre 1971 | 1983            |
| 38 | La crudele Regina del ghiaccio si innamora del giovane cacciatore svizzero Rudy che però è a sua volta infatuato della bella e ricca Babette. |                   |                 |
| 39 | The Ice Maiden - Part 2 「氷姫（フェローネのなやみ）」 - Kōri hime (Ferōne no nayami) – "La principessa dei ghiacci (le preoccupazioni di Ferone)" | 26 settembre 1971 | 1983            |
| 39 | La Regina del ghiaccio tenta invano di trascinare Rduy nel suo regno di ghiaccio. Nel frattempo l’amore tra Rudy e Babette sta sbocciando e la Regina prova a mettersi fra loro con l’aiuto della sua serva Vertigine. Quest’ultima dona a Babette dei fiori stregati che la rendono sgradevole, sperando che così Rudy si disinteressi di lei. |                   |                 |
| 40 | The Ice Maiden - Part 3 「氷姫（かなしみのバベッティ）」 - Kōri hime (kanashimi no Babettei) – "La principessa dei ghiacci (la tristezza di Babette)" | 3 ottobre 1971    | 1983            |
| 40 | Sventato il loro primo tentativo, la Regina e Vertigine provano nuovamente con le loro arti magiche a mettere zizzania tra Rudy e Babette. Sembrano quasi riuscirci, ma l’amore tra i due giovani prevale nuovamente. Alla fine, durante una gita in barca alla vigilia delle nozze, la Regina riesce a fare annegare Rudy attirandolo sul fondo del lago, conquistando così per sempre la sua anima. |                   |                 |
| 41 | Claus il costruttore 「小クラウス大クラウス」 - Ko Kurausu dai Kurausu – "Piccolo Claus, grande Claus" | 10 ottobre 1971   | 1983            |
| 41 | Nello stesso villaggio vivono due uomini di nome Claus in costante lotta fra loro. Un giorno i due si vedono costretti a collaborare per costruire un ponte. Il compito si rivela essere più difficile del previsto, finché una tempesta non si abbatte su di loro durante i lavori. Sarà proprio nel pericolo che i due diventeranno amici.Tratto da Il piccolo Claus e il grande Claus. |                   |                 |
| 42 | Scarpette rosse - parte 1 「赤いくつ（旅のおんぼろ一座）」 - Akai kutsu (tabi no onboro ichiza) – "Le scarpette rosse (una malandata compagnia itinerante)" | 17 ottobre 1971   | 1983            |
| 42 | Lo showman itinerante Henrich accetta per sé e per la sua famiglia un impiego nel teatro di una piccola città, gestito dal disonesto impresario Larson. Ma il teatro fatiscente cade a pezzi durante l'allestimento. La famiglia non si dà per vinta e decide di mettere in scena in piazza la fiaba de Le scarpette rosse. Tuttavia, le scarpette rosse che il piccolo Carl ha trovato per sua sorella Karen si rivelano essere veramente magiche, assicurando il successo della famiglia. |                   |                 |
| 43 | Scarpette rosse - parte 2 「赤いくつ（花のコミックホール）」 - Akai kutsu (hana no komikku hōru) – "Le scarpette rosse (Comic Hall dei fiori)" | 24 ottobre 1971   | 1983            |
| 43 | La famiglia approda a Copenaghen, dove Karen dovrà danzare al prestigioso Comedy Theater. Ma le scarpette rosse vengono rubate da Larson e Carl si lancia al suo inseguimento per tutta la città. Quando una delle scarpette viene rotta da una carrozza, tutto sembra perduto, ma Karen imparerà che la fiducia in sé stessi è l’unica magia di cui ha bisogno.Liberamente ispirato a Le scarpette rosse, eliminando gli elementi inquietanti della fiaba originale. |                   |                 |
| 44 | The Bad Lord 「天使とみつばち」 - Tenshi to mitsubachi – "L'angelo e l'ape" | 31 ottobre 1971   | 1983            |
| 44 | L’angelo Peter viene inviato sulla terra per recuperare un’ape d’oro fuggita dal paradiso. Fa amicizia con la piccola Anna, che vive con la mamma malata. Grazie al miele dell’ape d’oro la madre inizia a ristabilirsi. Un giorno Peter, Anna e sua madre vengono catturati da un perfido imperatore che vuole appropriarsi dell'ape. I tre riescono a fuggire in volo grazie a Peter, ma l’imperatore li insegue con la sua nave volante trainata da aquile. Dio, furioso, fa precipitare l’imperatore, mentre Peter, recuperata l’ape può congedarsi dalla sua amica e tornare in paradiso.Liberamente tratto da Il principe cattivo. |                   |                 |
| 45 | The Wild Swans - Part 1 「野の白鳥（呪われたお城）」 - No no hakuchō (norowareta o shiro) – "I cigni selvatici (il castello stregato)" | 7 novembre 1971   | 1983            |
| 45 | La Principessa Elisa è molto entusiasta per l’arrivo della sua nuova mamma, la Regina Carla, conosciuta dal padre mentre si era perso in un deserto. Ma la piccola rimane molto delusa quando questa si dimostra una donna fredda e misteriosa. Carla è in realtà una strega malvagia, che manda la bambina a vivere nel bosco dopo averla fatta passare per malata di mente agli occhi del padre e trasforma i suoi sei fratelli in cigni con delle giacche stregate. |                   |                 |
| 46 | The Wild Swans - Part 2 「野の白鳥（イラクサのひみつ）」 - No no hakuchō (irakusa no himitsu) – "I cigni selvatici (il segreto dell'ortica)" | 14 novembre 1971  | 1983            |
| 46 | Cinque anni dopo, Elisa riesce a fuggire dalla megera che la teneva prigioniera e corre a palazzo. Ma quando arriva, Carla trasforma il re in una rana e tenta di fare del male anche a lei. I sei cigni volano in aiuto della sorella, portandola via in una rete al di là del mare. I fratelli ritornano umani al calare del sole e spiegano alla fanciulla che l’incantesimo li costringe ad essere cigni solo di giorno. I ragazzi passano la notte in una grotta. Elisa viene a sapere in sogno da sua madre che l’unico modo per spezzare l’incantesimo è tessere sei giacche di ortica per i suoi fratelli restando muta, o questi moriranno. Il giorno dopo Elisa viene trovata da un giovane cacciatore che credendola smarrita la porta via con sé. |                   |                 |
| 47 | The Wild Swans - Part 3 「野の白鳥（がんばれエリサ）」 - No no hakuchō (ganbare Erisa) – "I cigni selvatici (non arrenderti Elisa)" | 21 novembre 1971  | 1983            |
| 47 | Il cacciatore, che si rivela essere il Re Frederich, ha condotto Elisa a palazzo e tenta in ogni modo di conquistare il suo cuore, malgrado le maldicenze di un perfido prete. Una notte il prete, in realtà servo di Carla, scopre Elisa a cogliere l’ortica nel bosco e accusa la ragazza di stregoneria. Frederich si vede costretto a malincuore a condannare la fanciulla muta al rogo. Quando tutto sembra perduto i sei cigni arrivano in soccorso di Elisa che getta loro le giacche ritrasformandoli in umani. La Regina Carla fa la sua apparizione decisa a vendicarsi e attacca i principi trasformata in drago, ma viene sconfitta da Frederich. I principi ritornano dal padre mentre Elisa sposa Frederich.Tratto da I cigni selvatici e in parte da I sei cigni. |                   |                 |
| 48 | The Old Street Lamp 「二人の秘密」 - Futari no himitsu – "Il segreto di due persone" | 28 novembre 1971  | 1983            |
| 48 | Claudio e Viola sono due bambini apparentemente di buona famiglia che si incontrano ogni sera sotto ad un vecchio lampione per giocare. Viola è in realtà un’orfana che lavora come sguattera in una locanda, ma ha detto a Claudio di provenire da una famiglia abbiente per paura di perderlo. Una sera Viola scopre Claudio mentre ruba un abito come regalo per il suo compleanno. Capisce così che anche lui è povero e che le ha mentito per la sua stessa ragione. I due si chiariscono e promettono di continuare a sostenersi a vicenda nelle avversità finché non saranno grandi e potranno sposarsi.Ispirato molto liberamente a Il vecchio lampione. |                   |                 |
| 49 | Psyche 「プシケ」 - Pushike – "Psiche" | 5 dicembre 1971   | 1983            |
| 49 | Una fanciulla in pietra adorna la piazza di un villaggio greco. Dei bambini apprendono la sua storia da un cantastorie. Il giovane scultore Kirk l’aveva scolpita per commemorare Cassandra, una ragazzina di cui si era innamorato e che era sparita misteriosamente. Cassandra era in realtà una semidea, alla quale era stata affidata dagli dei la prova di farsi amare da un mortale in cambio dell’immortalità. Quando Cassandra, ormai una splendida dea dalle ali di farfalla, tornò da Kirk per dirgli addio, questi non la riconobbe e lei furiosa lo uccise accidentalmente nell’atto di distruggere la statua con cui l'aveva rimpiazzata.Liberamente ispirato a Psiche e diretto da Osamu Dezaki. L'ambientazione è stata spostata dalla Roma rinascimentale all'antica Grecia.                                                                                             |                   |                 |
| 50 | The Snow Queen - Part 1 「雪の女王（あくまの鏡）」 - Yuki no joō (akuma no kagami) – "La regina delle nevi (lo specchio maligno)" | 12 dicembre 1971  | 1983            |
| 50 | Stan viene colpito da una scheggia dello specchio del diavolo che lo fa diventare cattivo e dispettoso, rendendo infelice la sua amica Ghitta. Una sera il ragazzo viene rapito dalla malvagia Signora della neve che lo porta via nella sua slitta. Mentre lo cerca nella tormenta, Ghitta cade in una barca, che la porta alla deriva in un luogo sconosciuto. Dopo giorni di cammino arriva in un villaggio, dove viene a sapere che lì si è stabilito da poco un ragazzo che sta per sposare la figlia di un fattore. Ghitta si reca alla fattoria credendo di aver trovato Stan, ma scopre che purtroppo non si tratta di lui. Il ragazzo e la figlia del fattore le prestano gentilmente un calesse per poter continuare la sua ricerca. |                   |                 |
| 51 | The Snow Queen - Part 2 「雪の女王（死の国のたたかい）」 - Yuki no joō (shi no kuni no tatakai) – "La regina delle nevi (battaglia nel paese della morte)" | 19 dicembre 1971  | 1983            |
| 51 | Ghitta viene rapita dai banditi, ma viene risparmiata grazie ad Ulla, la figlia del capo, che la fa diventare la sua compagna di giochi. La bambina viene a sapere da un prigioniero che Stan è stato rapito dalla Signora della neve. Ulla impietosita, la libera e le dà una renna con cui proseguire il viaggio. Ghitta, arrivata nei pressi del regno della Signora, viene attaccata dai suoi lupi, ma viene soccorsa da un cacciatore, che le dà un cane e una slitta per continuare il tragitto. La Signora le manda contro una tormenta che uccide il cane e le fa perdere i sensi. Dopodiché ordina a Stan di ucciderla con una spada gelata, ma quando lui si rifiuta, questa lo trasforma in una statua di ghiaccio. Stan viene salvato dalle lacrime di Ghitta, che sciolgono il ghiaccio. La Signora della neve svanisce dichiarandosi sconfitta e i bambini tornano a casa. |                   |                 |
| 52 | The Little Match Girl 「マッチ売りの少女」 - Matchi uri no shōjo – "La piccola fiammiferaia" | 26 dicembre 1971  | 1983            |
| 52 | La piccola Anna è costretta dal padre a vendere fiammiferi durante la notte di Natale. Dopo aver perso le scarpe nella neve, si rifugia in un vicolo dove accende i fiammiferi per scaldarsi e inizia a sognare un pasto caldo, un albero di Natale e di essere con sua madre in paradiso. Intanto il suo amico Chris la cerca per le strade aiutato da sua madre e da altra gente. A loro si aggiunge anche il padre della bambina, ma quando il mattino seguente la trovano, per Anna è ormai troppo tardi. Nel frattempo Bollicina è riuscita a guadagnare 101 carte magiche, ma le getta via, comunicando a Bingo che d’ora in poi compirà buone azioni solo perché ci si sente bene. |                   |                 |